# Şağlaser
Şağlaser è un comune dell'Azerbaigian situato nel distretto di Lənkəran.